# Dohwa-dong, Seoul
Dohwa-dong (koreanska: 도화동) är en stadsdel i stadsdistriktet Mapo-gu i Sydkoreas huvudstad Seoul.